# Nordlig filtlav
Nordlig filtlav (Peltigera elisabethae) är en lavart som beskrevs av Vilmos Kőfaragó-Gyelnik. Nordlig filtlav ingår i släktet Peltigera och familjen Peltigeraceae.  Arten är reproducerande i Sverige. Inga underarter finns listade i Catalogue of Life.

## Källor

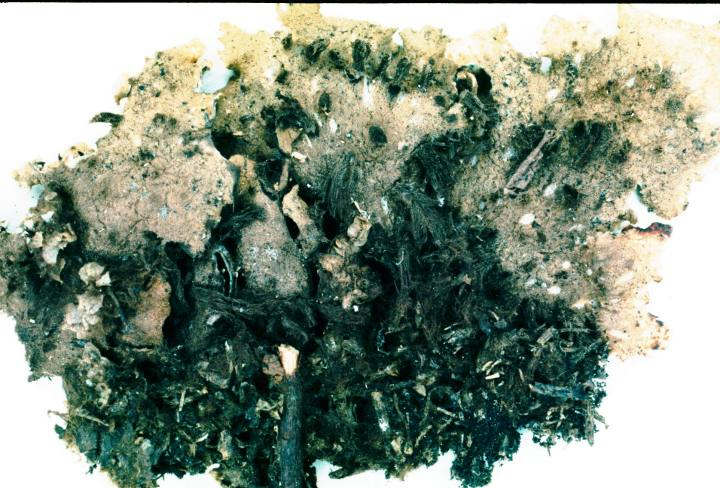
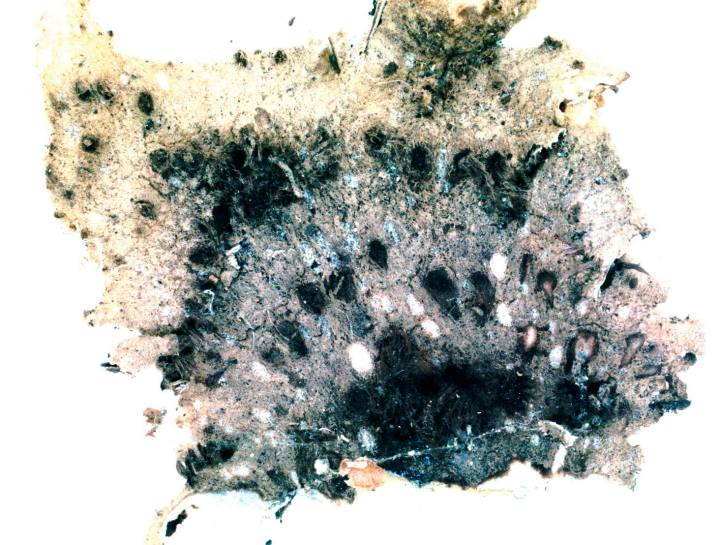
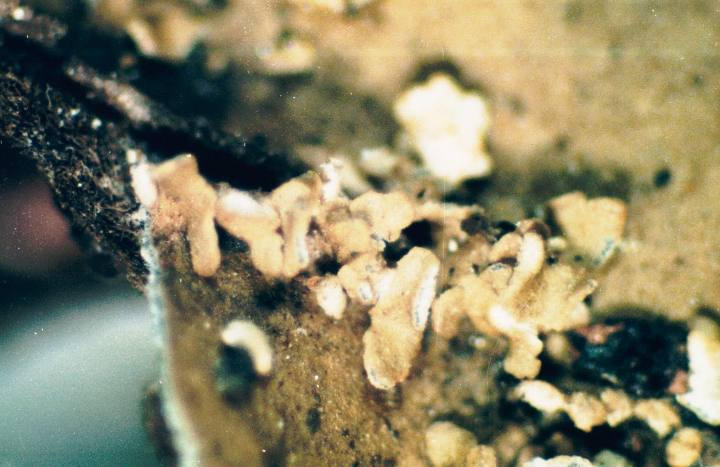
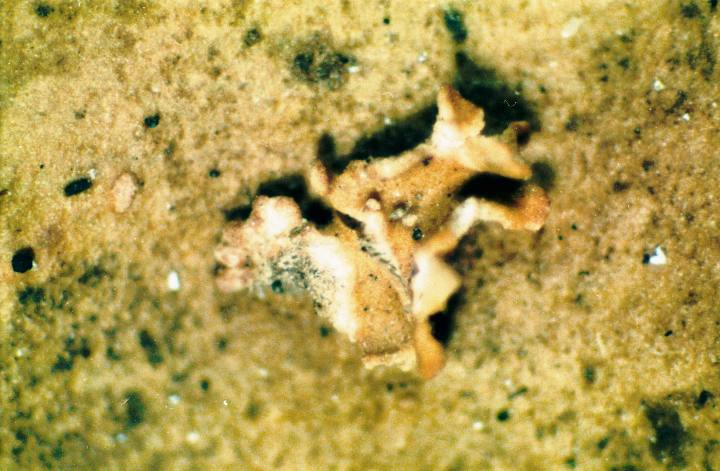
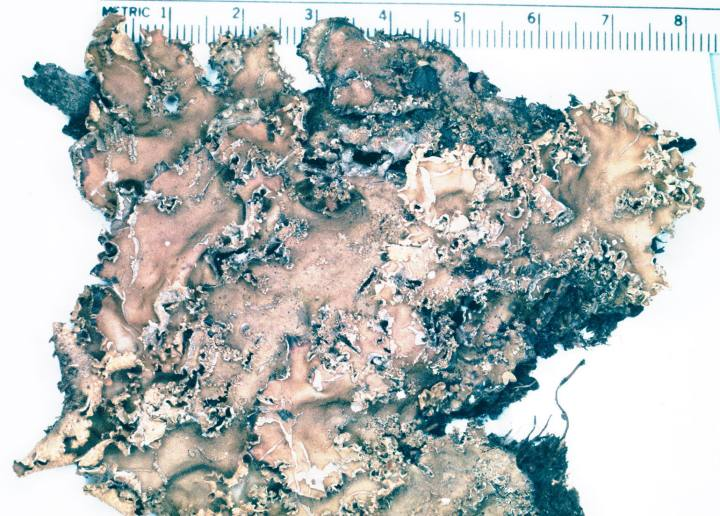